# 洛索尤埃拉-纳瓦斯-谢泰格莱西亚斯
洛索尤埃拉-纳瓦斯-谢泰格莱西亚斯，是西班牙马德里自治区的一个市镇。总面积51平方公里，总人口1216人（2013年），人口密度23.7人/平方公里。